# 中頭

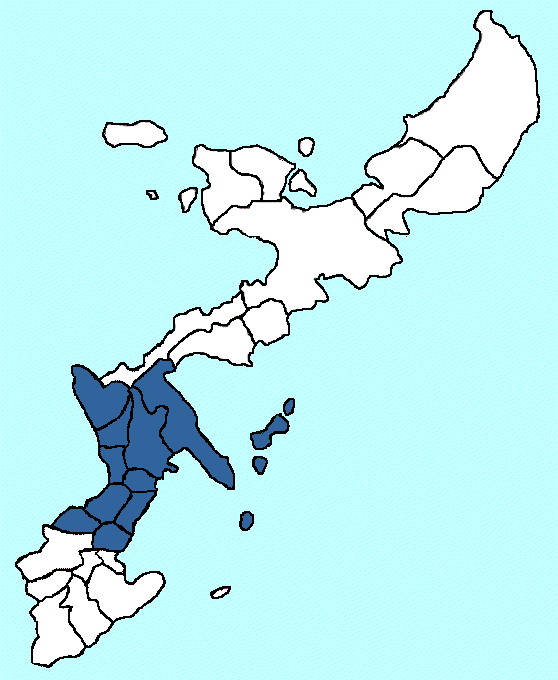
中頭方（1896年の県区制施行時）。

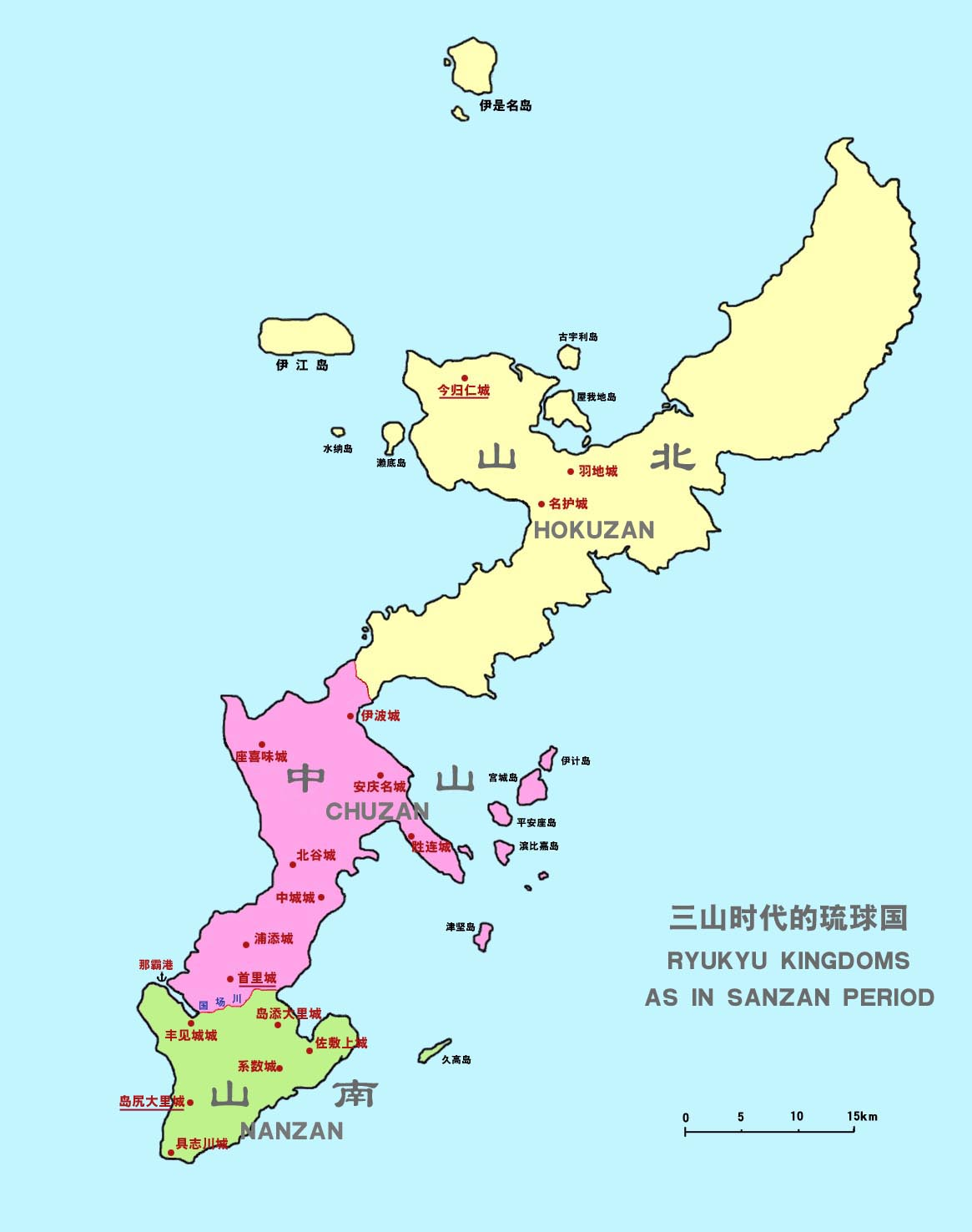
北山王国
中山王国
南山王国

中頭（なかがみ）は、沖縄本島の中部地域である。中頭地方、中頭地区、中頭方（なかがみほう）。
沖縄本島は北東から南西に国頭・中頭・島尻に3分され、中頭はその1つである。中心都市は沖縄市。

## 歴史
沖縄本島を三分する体制は古琉球14～15世紀の三山時代に由来し、中頭は三山のうちほぼ中山領にあたる。
ただし、現代の国場川より北側の那覇の一部と首里は琉球古来において中山領であり、尚巴志の首里開都と共に島尻方に組み込まれたと考えられる。
琉球近世では、1673年に金武間切の一部と読谷山間切の一部が恩納間切（のちの恩納村）となった。のちに恩納村は国頭とされたため、国頭と中頭の境は北山と中山の境より東シナ海側で南に伸びている。
1896年の郡制施行で中頭郡が置かれた。ただし1945年の石川市（現うるま市）に始まり数市が郡を離脱している。また、本来は中頭だった西原町の一部が現在は那覇市に属している。

### 中頭郡
明治29年（1896年）4月1日 - 「沖縄県ノ郡編制ニ関スル件」（明治29年勅令第13号）の施行により、中頭方（西原間切・浦添間切・宜野湾間切・中城間切・北谷間切・読谷山間切・越来間切・美里間切・具志川間切・与那城間切・勝連間切）の地域をもって行政区画としての中頭郡が発足。郡役所が首里区に設置。（11間切）
また、1896年県区制施行の当初、首里区には、中頭郡11間切の郡役所が置かれ、中頭の一部として機能した事もあった。ただし那覇区・首里区共に1896年以降明文で島尻郡あるいは中頭郡の一部と規定した法令は存在しない。

## 現在の市町村
市町村コード順。
- 那覇市（なはし、旧西原町地域のみ）
- 宜野湾市（ぎのわんし）
- 浦添市（うらそえし）
- 沖縄市（おきなわし）
- うるま市（うるまし）
- 読谷村（よみたんそん）
- 嘉手納町（かでなちょう）
- 北谷町（ちゃたんちょう）
- 北中城村（きたなかぐすくそん）
- 中城村（なかぐすくそん）
- 西原町（にしはらちょう）

### 教育区分としての中頭
教育区分としての中頭地区は、那覇市･浦添市を除いた市町村で構成される。
- 宜野湾市（ぎのわんし）
- 沖縄市（おきなわし）
- うるま市（うるまし）
- 読谷村（よみたんそん）
- 嘉手納町（かでなちょう）
- 北谷町（ちゃたんちょう）
- 北中城村（きたなかぐすくそん）
- 中城村（なかぐすくそん）
- 西原町（にしはらちょう）